# Râul Valea Lată, Arieș
Râul Valea Lată este un afluent al râului Valea Largă. 